# Жамиру Монтейру
Жамиру Грегори Монтейру Алваренга (на португалски: Jamiro Gregory Monteiro Alvarenga) е холандски и  футболист на Кабо Верде, играещ като полузащитник за турския Газиантеп  и националния отбор на Кабо Верде. Участник в Купата на африканските нации 2021 и Купата на африканските нации 2023. През 2024 вкарва два гола за отбора си срещу Гана при победата с 2:1 в групите.

## Успехи
Филаделфия Юниън
- Supporters’ Shield
  -  Шампион (1): 2020

Лични
- Футболист в символичната единайсеторка на Шампионската лига на КОНКАКАФ: 2021